# Communauté de communes du canton de Melle
La communauté de communes du canton de Melle est une ancienne communauté de communes française, située dans le département des Deux-Sèvres, en région Poitou-Charentes.

## Histoire
La communauté de communes du canton de Melle a été créée le 31 décembre 1992.
Le 31 décembre 2013, elle est dissoute. Ses communes sont rattachées au 1er janvier 2014 à la communauté de communes du Mellois.

## Composition
Elle regroupait les douze communes du canton de Melle : 
- Chail
- Maisonnay
- Mazières-sur-Béronne
- Melle
- Paizay-le-Tort
- Pouffonds
- Saint-Génard
- Saint-Léger-de-la-Martinière
- Saint-Martin-lès-Melle
- Saint-Romans-lès-Melle
- Saint-Vincent-la-Châtre
- Sompt

## Éléments
- Régime fiscal (au 1er janvier 2006) : fiscalité additionnelle.
- Superficie : 2,39 % du département des Deux-Sèvres.
- Population : 2,72 % du département des Deux-Sèvres.
- Évolution annuelle de la population (entre 1990 et 1999) : -0,01 % (-0,05 % pour le département).
- 1 canton concerné : canton de Melle.
- 1 ville de plus de 2 000 habitants : Melle.